# Куринга
Куринга је насеље у Италији у округу Катанцаро, региону Калабрија.
Према процени из 2011. у насељу је живело 2590 становника. Насеље се налази на надморској висини од 433 м.

## Становништво
| 1951. | 1961. | 1971. | 1981. | 1991. | 2001. | 2011. |
| ----- | ----- | ----- | ----- | ----- | ----- | ----- |
| 6.605 | 6.653 | 6.180 | 6.629 | 6.824 | 6.648 | 6.708 |